# Simon A. Levin
Simon Asher Levin (Baltimore, EUA, 22 d'abril de 1941) és un ecòleg estatunidenc. Exerceix com a Professor Moffett de Biologia al Department d'Ecologia i Evolució de la Universitat de Princeton. S'ha especialitzat en l'ús de modelització matemàtica i d'estudis empírics per a copsar el funcionament de macroscopic patterns dels ecosistemes i la diversitat biològica. Ha estat el guanyador del VI Premi Ramon Margalef d'Ecologia el 7 d'octubre de 2010.

## Biografia
Levin rebé a B.A. en matemàtiques de la Universitat Johns Hopkins el 1961 i el doctorat de matemàtiques a la Universitat de Maryland el 1964.
En l'actualitat Levin és Professor de Biologia Moffett a la Universitat de Princeton i alhora Director del Centre per a la BioComplexitat de la universitat. Els seus interessos principals de recerca són de mirar d'entendre com es mantenen els macroscòpics patterns i els processos a nivell dels ecosistemes i de la biosfera, in terms de mecanismes ecològics i evolucionaris que operen bàsicament al nivell dels organismes, i a la interfície entre ecologia i economia. Una part considerable de la seva feina es refereix a l'evolució de la diversificació, els mecanismes sustaining la diversitat biològica en els sistemes naturals, i les implicacions per a l'estructura i el funcionament de l'ecosistema. Ha efectuat molta recerca sobre la modelització de la dinàmica epidemiològica, incloent-hi la resistència als antibiòtics.
Levin va ser el former Chair de the Board de l'Institut Beijer d'Economia Ecològica, el President de la Societat Ecològica d'Amèrica, i el President de la Societat per a la Biologia Matemàtica. Actualment és Chair del Consell de IIASA, Co-Chair de the Science Board de l'Institut de Santa Fe, i el Vice-Chair del Comitè dels Científics Concerned. També és membre de l'Acadèmia Nacional de les Ciències i de la Societat Filosòfica Americana, i alhora membre de l'Acadèmia Americana de les Arts i Ciències i de l'Associació Americana per a l'Advancement de la Ciència.

### Premis i guardons
- Premi Robert H. MacArthur de la Societat Ecològica d'Amèrica i el seu Distinguished Service Award
- Premi Okubo de la Societat per a la Biologia Matemàtica i la Societat Japonesa per a la Biologia Teòrica
- Whittier College Honorary Doctorate of Humane Letters (2004)
- 2004: Premi Heineken for Environmental Sciences de l'Acadèmia Reial de les Arts i Ciències dels Països Baixos
- 2005: Premi Kyoto per a les Ciències Bàsiques
- 2007: Beijer Fellow
- American Biological Sciences Distinguished Scientist Award
- 2010: Premi Ramon Margalef d'Ecologia i de Ciències Mediambientals